# Yu Jae-hak
Yu Jae-hak (유재학?; 20 marzo 1963) è un ex cestista e allenatore di pallacanestro sudcoreano.

## Carriera
Da cestista ha disputato i Giochi di Seul 1988. Dal 2004 allena gli Ulsan Mobis Phoebus e nel 2010 ha guidato la Corea del Sud ai XVI Giochi asiatici.